# خوسيه إسكالانتي
خوسيه إسكالانتي (بالإسبانية: José Escalante)‏ هو مدرب كرة قدم ولاعب كرة قدم هندوراسي في مركز الوسط، ولد في 29 مايو 1995 في Villanueva, Honduras ‏ في هندوراس. لعب مع نادي ديبورتيفو أوليمبيا.

## وصلات خارجية
- خوسيه إسكالانتي على موقع الدوري الأمريكي (الإنجليزية)
- خوسيه إسكالانتي على موقع قاعدة بيانات كرة القدم.إي يو (الإنجليزية)
- خوسيه إسكالانتي على موقع Soccerway.com (الإنجليزية)